# Onthophagus zebu
Onthophagus zebu är en skalbaggsart som beskrevs av Antoine Boucomont 1921. Onthophagus zebu ingår i släktet Onthophagus och familjen bladhorningar. Inga underarter finns listade i Catalogue of Life.